# Lodowiec dolinny
Lodowiec dolinny – typ lodowca górskiego. Składa się on z pola firnowego i wypływającego z niego pojedynczego jęzora lodowcowego.
Lodowce w głęboko wyciętych dolinach obszarów górskich płyną w postaci strumieni lodowych. Chociaż lód lodowcowy jako całość poddaje się podczas płynięcia plastycznym odkształceniom, to jednak w przypadku przemieszczania się ponad załomami podłoża na dnie lub w zboczach dolin, gdzie rośnie tarcie, tworzą się w nim pęknięcia i szczeliny (zob. lodospad).
Lód jest w stałym ruchu. Kształt szczelin się zmienia, niektóre z nich się zamykają, a nowe otwierają. Ruch lodowca związany jest z ciągłym przyrostem lodu w jego górnej, alimentacyjnej części. Jego źródłem jest śnieg z opadów atmosferycznych lub lawin, który pod wpływem własnego ciężaru przeobraża się w firn, a następnie rekrystalizuje w lód lodowcowy. Pod naciskiem nowo utworzonego lodu istniejące partie są stopniowo wypychane w dół doliny. 
Powyżej lodowca widzialna jest granica kolorystyczno-krajobrazowa, oddzielająca jaśniejszy obszar poniżej od ciemniejszego powyżej. Wyznacza ona dawny zasięg pionowy lodu. Niższe partie stoków zawdzięczają swą barwę odsłonięciu świeżej skały przez przemieszczający się lodowiec, wyższe pokryte są rumowiskiem powstałym przez wietrzenie mrozowe. W szczytowych partiach znajdują się liczne małe lodowce karowe, wypełniające zagłębienia powstałe przez erozyjną działalność lodu. 
Na terenie Polski lodowce dolinne istniały w plejstocenie w Tatrach (do 13 km długości – lodowiec doliny Białej Wody) oraz wypełniały górne części niektórych dolin w Karkonoszach.